# Bratisjka
Bratisjka (russisk: Братишка) er en sovjetisk stumfilm fra 1927 af Grigorij Kozintsev og Leonid Trauberg.

## Medvirkende
- Emil Gal
- Sergej Gerasimov
- Tatjana Guretskaja
- Andrej Kostritjkin
- Sergej Martinson